# Большие Горки (Тверская область)
Большие Горки — деревня в Калининском районе Тверской области. Относится к Тургиновскому сельскому поселению.
Расположена в 40 км к югу от Твери, на реке Лобь рядом с впадением её в Шошу. К востоку от деревни — территория заповедника «Завидово».

## Население
| 1859 | 1886 | 1997 | 2002 | 2008 | 2010 |
| ---- | ---- | ---- | ---- | ---- | ---- |
| 412  | ↗532 | ↘417 | ↘240 | ↘219 | ↘163 |

## История
В XIX веке называлась Дудинские Горки, по имени села Дудино, в приход церкви которого она входила.
В 1859 году здесь 55 дворов, 404 жителя.
В 1886 году деревня Дудинские Горки (85 дворов, 532 жителя) относилась к Дудинскому приходу Тургиновской волости Тверского уезда, имелись водяная мельница, кузница, постоялый двор, винная и мелочная лавки.
В 1940 году деревня Большие Горки центр Большегорского сельсовета Тургиновского района Калининской области.
В 1997 году в деревне Большие Горки 121 хозяйство, 417 жителей; администрация Большегорского сельского округа, центральная усадьба АО «Россияне» (б. совхоз «Россия»), МТФ, начальная школа, клуб, медпункт, отделение связи, магазин.
На 2017 год в деревне остался магазин и отделение Почты России.